# 雷普采洛克
雷普采洛克（匈牙利語：Répcelak）是匈牙利的城鎮，位於該國西北部，由沃什州負責管轄，面積13.82平方公里，該地區自青銅時代已有人類居住，2004年人口2,623。

## 外部連結
- Street map （匈牙利文）